# Short track ai XXII Giochi olimpici invernali - 1000 m femminile
Tra le competizione dello Short track che si sono tenuteo ai XXII Giochi olimpici invernali di Soči (in Russia) ci sono stati i 1000 m femminile. L'evento si è disputato il 21 febbraio.
Detentrice del titolo di campionessa olimpica uscente era la cinese Wang Meng, che vinse a Vancouver 2010 (in Canada), precedendo la statunitense Katherine Reutter (medaglia d'argento) e la sudcoreana Park Seung-Hi (medaglia di bronzo).
Campionessa olimpica si è laureata la coreana Park Seung-Hi, che ha preceduto la cinese Fan Kexin, medaglia d'argento, e l'altra coreana Shim Suk-Hee, medaglia di bronzo.

## Risultati
Risultati finali Archiviato il 28 febbraio 2014 in Internet Archive.

### Preliminari

#### Batterie
Q — qualificati
ADV — avanzata
PEN — penalità

##### Batteria 1
| Pos. | Atleta             | Nazione     | Tempo    | Note |
| ---- | ------------------ | ----------- | -------- | ---- |
| 1    | Li Jianrou         | CHN         | 1'31"187 | Q    |
| 2    | Jessica Smith      | Stati Uniti | 1'31"359 | Q    |
| 3    | Tatiana Borodulina | Russia      | 1'31"559 |      |
| 4    | Sayuri Shimizu     | Giappone    | 1'31"879 |      |

##### Batteria 2
| Pos. | Atleta           | Nazione       | Tempo    | Note |
| ---- | ---------------- | ------------- | -------- | ---- |
| 1    | Park Seung-Hi    | Corea del Sud | 1'31"883 | Q    |
| 2    | Emily Scott      | Stati Uniti   | 1'32"585 | Q    |
| 3    | Inna Simonova    | Kazakistan    | 1'32"599 |      |
|      | Kateřina Novotná | Rep. Ceca     |          | PEN  |

##### Batteria 3
| Pos. | Atleta           | Nazione     | Tempo    | Note |
| ---- | ---------------- | ----------- | -------- | ---- |
| 1    | Valérie Maltais  | Canada      | 1'28"771 | Q    |
| 2    | Yui Sakai        | Giappone    | 1'29"824 | Q    |
| 3    | Yara van Kerkhof | Paesi Bassi | 1'29"980 |      |
| 4    | Sofiya Vlasova   | Ucraina     | 1'32"495 |      |

##### Batteria 4
| Pos. | Atleta            | Nazione       | Tempo    | Note |
| ---- | ----------------- | ------------- | -------- | ---- |
| 1    | Shim Suk-Hee      | Corea del Sud | 1'31"046 | Q    |
| 2    | Marie-Ève Drolet  | Canada        | 1'31"273 | Q    |
| 3    | Martina Valcepina | Italia        | 1'34"226 | ADV  |
|      | Liu Qiuhong       | Cina          |          | PEN  |

##### Batteria 5
| Pos. | Atleta          | Nazione       | Tempo    | Note |
| ---- | --------------- | ------------- | -------- | ---- |
| 1    | Kim A-Lang      | Corea del Sud | 1'31"640 | Q    |
| 2    | Fan Kexin       | Cina          | 1'31"713 | Q    |
| 3    | Olga Belyakova  | Russia        | 1'32"034 |      |
|      | Agnė Sereikaitė | Lituania      |          | PEN  |

##### Batteria 6
| Pos. | Atleta            | Nazione  | Tempo    | Note |
| ---- | ----------------- | -------- | -------- | ---- |
| 1    | Arianna Fontana   | Italia   | 1'32"983 | Q    |
| 2    | Véronique Pierron | Francia  | 1'33"022 | Q    |
| 3    | Sofia Prosvirnova | Russia   | 1'36"521 |      |
|      | Bernadett Heidum  | Ungheria |          | PEN  |

##### Batteria 7
| Pos. | Atleta               | Nazione     | Tempo    | Note |
| ---- | -------------------- | ----------- | -------- | ---- |
| 1    | Elise Christie       | Regno Unito | 1'30"588 | Q    |
| 2    | Patrycja Maliszewska | Polonia     | 1'32"975 | Q    |
| 3    | Ayuko Ito            | Giappone    | 1'33"188 |      |
| 4    | Elena Viviani        | Italia      | 1'33"352 |      |

##### Batteria 8
| Pos. | Atleta             | Nazione     | Tempo    | Note |
| ---- | ------------------ | ----------- | -------- | ---- |
| 1    | Deanna Lockett     | Australia   | 1'34"845 | Q    |
| 2    | Veronika Windisch  | Austria     | 1'36"018 | Q    |
| 3    | Jorien ter Mors    | Paesi Bassi | 1'46"661 | ADV  |
| 4    | Marianne St-Gelais | Canada      | 2'05"206 |      |

#### Quarti di finale

##### Quarto 1
| Pos. | Atleta            | Nazione       | Tempo    | Note |
| ---- | ----------------- | ------------- | -------- | ---- |
| 1    | Elise Christie    | Regno Unito   | 1'30"606 | Q    |
| 2    | Park Seung-Hi     | Corea del Sud | 1'30"801 | Q    |
| 3    | Marie-Ève Drolet  | Canada        | 1'31"668 |      |
|      | Veronique Pierron | Francia       |          | PEN  |

##### Quarto 2
| Pos. | Atleta            | Nazione     | Tempo    | Note |
| ---- | ----------------- | ----------- | -------- | ---- |
| 1    | Valerie Maltais   | Canada      | 1'29"037 | Q    |
| 2    | Jorien Ter Mors   | Paesi Bassi | 1'29"119 | Q    |
| 3    | Deanna Lockett    | Australia   | 1'29"256 |      |
| 4    | Yui Sakai         | Giappone    | 1'29"328 |      |
| 5    | Veronika Windisch | Austria     | 1'30"017 |      |

##### Quarto 3
| Pos. | Atleta          | Nazione       | Tempo    | Note |
| ---- | --------------- | ------------- | -------- | ---- |
| 1    | Shim Suk-Hee    | Corea del Sud | 1'29"356 | Q    |
| 2    | Fan Kexin       | Cina          | 1'29"380 | Q    |
| 3    | Emily Scott     | Stati Uniti   | 1'30"324 |      |
|      | Arianna Fontana | Italia        |          | PEN  |

##### Quarto 4
| Pos. | Atleta               | Nazione       | Tempo    | Note |
| ---- | -------------------- | ------------- | -------- | ---- |
| 1    | Jessica Smith        | Stati Uniti   | 1'32"088 | Q    |
| 2    | Li Jianrou           | Cina          | 1'32"129 | Q    |
| 3    | Kim A-Lang           | Corea del Sud | 1'32"154 |      |
| 4    | Patrycja Maliszewska | Polonia       | 1'32"376 |      |

#### Semifinali

##### Semifinale 1
| Pos. | Atleta          | Nazione       | Tempo    | Note |
| ---- | --------------- | ------------- | -------- | ---- |
| 1    | Park Seung-Hi   | Corea del Sud | 1'30"202 | QA   |
| 2    | Jessica Smith   | Stati Uniti   | 1'30"409 | QA   |
| 3    | Jorien Ter Mors | Paesi Bassi   | 1'30"481 | QB   |
| 4    | Valerie Maltais | Canada        | 1'56"511 | QB   |

##### Semifinale 2
| Pos. | Atleta         | Nazione       | Tempo    | Note |
| ---- | -------------- | ------------- | -------- | ---- |
| 1    | Shim Suk-Hee   | Corea del Sud | 1'31"237 | QA   |
| 2    | Fan Kexin      | Cina          | 1'32"618 | QA   |
|      | Li Jianrou     | Cina          | PEN      |      |
|      | Elise Christie | Regno Unito   | PEN      |      |

### Finali

#### Finale B
| Pos. | Atleta          | Nazione     | Tempo    |
| ---- | --------------- | ----------- | -------- |
| 5    | Jorien Ter Mors | Paesi Bassi | 1'36"835 |
| 6    | Valerie Maltais | Canada      | 1'36"863 |

#### Finale A
| Pos.    | Atleta        | Nazione       | Tempo    |
| ------- | ------------- | ------------- | -------- |
| Oro     | Park Seung-Hi | Corea del Sud | 1'30"761 |
| Argento | Fan Kexin     | Cina          | 1'30"811 |
| Bronzo  | Shim Suk-Hee  | Corea del Sud | 1'31"027 |
| 4       | Jessica Smith | Stati Uniti   | 1'31"301 |